# Список глав государств в 263 году до н. э.
| 264 до н. э. ← Список глав государств по годам → 262 до н. э. |

## Азия
- Айраратское царство — Ерванд III, царь (321 до н. э. — 260 до н. э.)
- Анурадхапура — Утия, царь (267 до н. э. — 257 до н. э.)
- Вифиния — Никомед I, царь (278 до н. э. — 255 до н. э.)
- Иберия — Фарнаваз I, царь (299 до н. э. — 234 до н. э.)
- Каппадокия — Ариарамн, царь (280 до н. э. — 230 до н. э.)
- Китай (Период Сражающихся царств) : 
  - Вэй — Аньси (Вэй Ю), ван (277 до н. э. — 243 до н. э.)
  - Хань — Хуан-хуэй, ван (272 до н. э. — 239 до н. э.)
  - Ци — Цзянь (Тянь Цзянь), ван (264 до н. э. — 221 до н. э.)
  - Цинь — Чжаосян (Ин Цзэ), ван (306 до н. э. — 251 до н. э.)
  - Чжао — Сяочэн (Чжао Дань), ван (265 до н. э. — 245 до н. э.)
  - Чжоу  — Нань (Цзи Янь), ван (314 до н. э. — 256 до н. э.)
  - Чу  — Цинсян (Сюн Хэн), ван (298 до н. э. — 263 до н. э.)
  - Янь — Учэн, ван (272 до н. э. — 258 до н. э.)
- Маурьев империя — Ашока, император (272 до н. э./268 до н. э. — 232 до н. э.)
- Пергамское царство — 
  - Филетер, правитель (ок. 282 до н. э. — 263 до н. э.)
  - Эвмен I, правитель (263 до н. э. — 241 до н. э.)
- Понтийское царство — Ариобарзан, царь (266 до н. э. — ок. 250 до н. э.)
- Сабейское царство — Замир Али Зарих II, царь (270 до н. э. — 250 до н. э.)
- Селевкидов государство — Антиох I Сотер, царь (281 до н. э. — 261 до н. э.)
- Япония — Корэй, тэнно (император) (290 до н. э. — 215 до н. э.)

## Африка
- Египет — Птолемей II Филадельф, царь (283 до н. э./282 до н. э. — 246 до н. э.)
- Киренаика (Кирена) — Магас, царь (276 до н. э. — 250 до н. э.)
- Мероитское царство (Куш) — Аркамани I, царь (ок. 270 до н. э. — ок. 260 до н. э.)

## Европа
- Афины:
  - Диогнет, архонт (264 до н. э. — 263 до н. э.)
  - Антипатр, архонт (263 до н. э. — 262 до н. э.)
- Боспорское царство — Перисад II, царь (ок. 284 до н. э. — ок. 245 до н. э.)
- Ирландия — Рудрайге мак Ситриги[англ.], верховный король (289 до н. э. — 219 до н. э.) [1]
- Македонское царство — Антигон II Гонат, царь (277 до н. э. — 274 до н. э., 272 до н. э. — 239 до н. э.)
- Одрисское царство (Фракия) — Рэйздос, царь (280 до н. э. — ок. 260 до н. э.)
- Пеония — Леон, царь (ок. 278 до н. э. — ок. 250 до н. э.)
- Римская республика:
  - Маний Валерий Максим Корвин Мессала, консул (263 до н. э.)
  - Маний Отацилий Красс, консул (263 год до н. э., 246 год до н. э.)
- Сиракузы — Гиерон II, царь (270 до н. э./269 до н. э. — 215 до н. э.)
- Спарта:
  - Акротат, царь (265 до н. э. — 262 до н. э.)
  - Эвдамид II, царь (275 до н. э. — 244 до н. э.)
- Эпирское царство — Александр II, царь (272 до н. э. — 255 до н. э.)

## Галерея

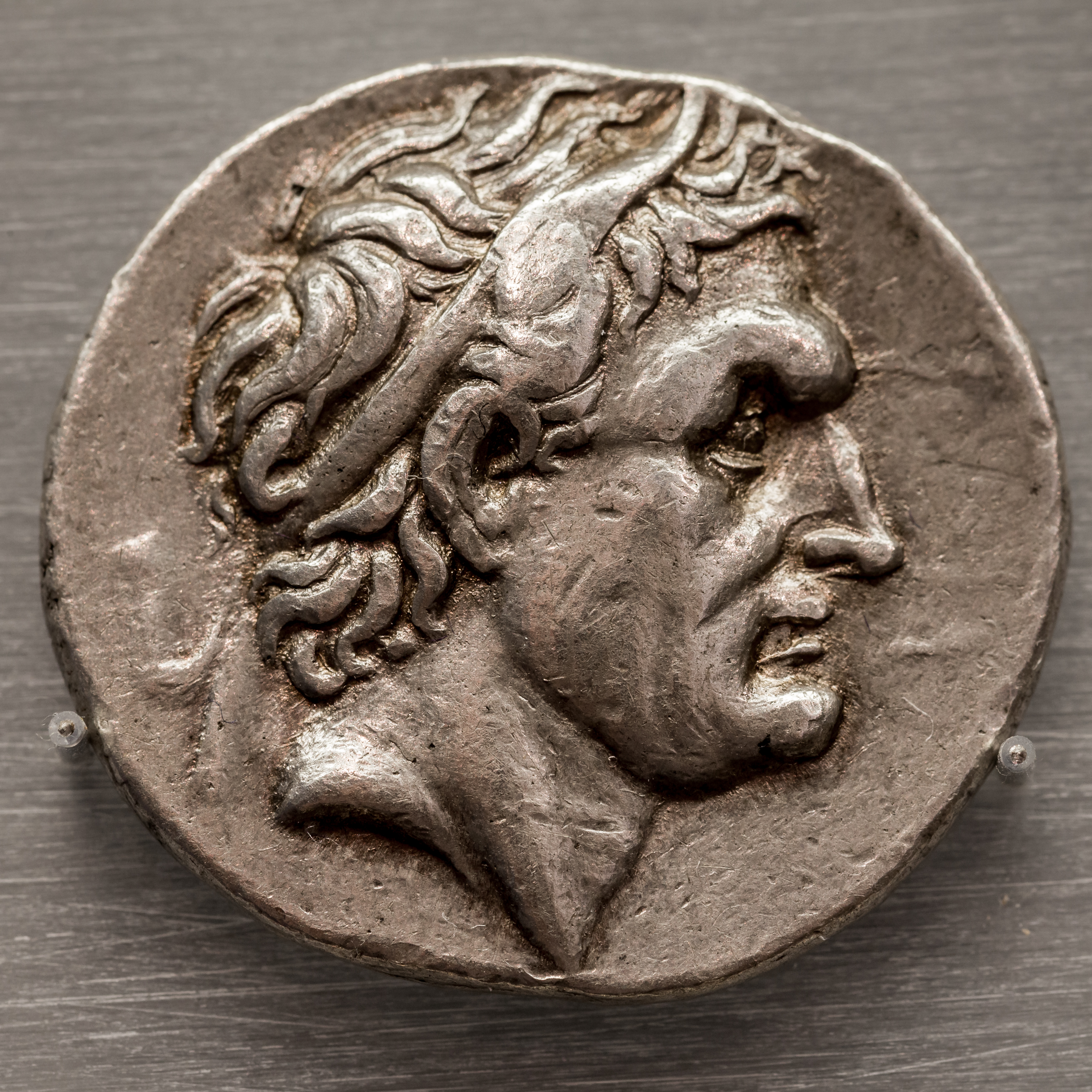
Антиох I Сотер 281 до н.э.—261 до н.э. Царь государства Селевкидов
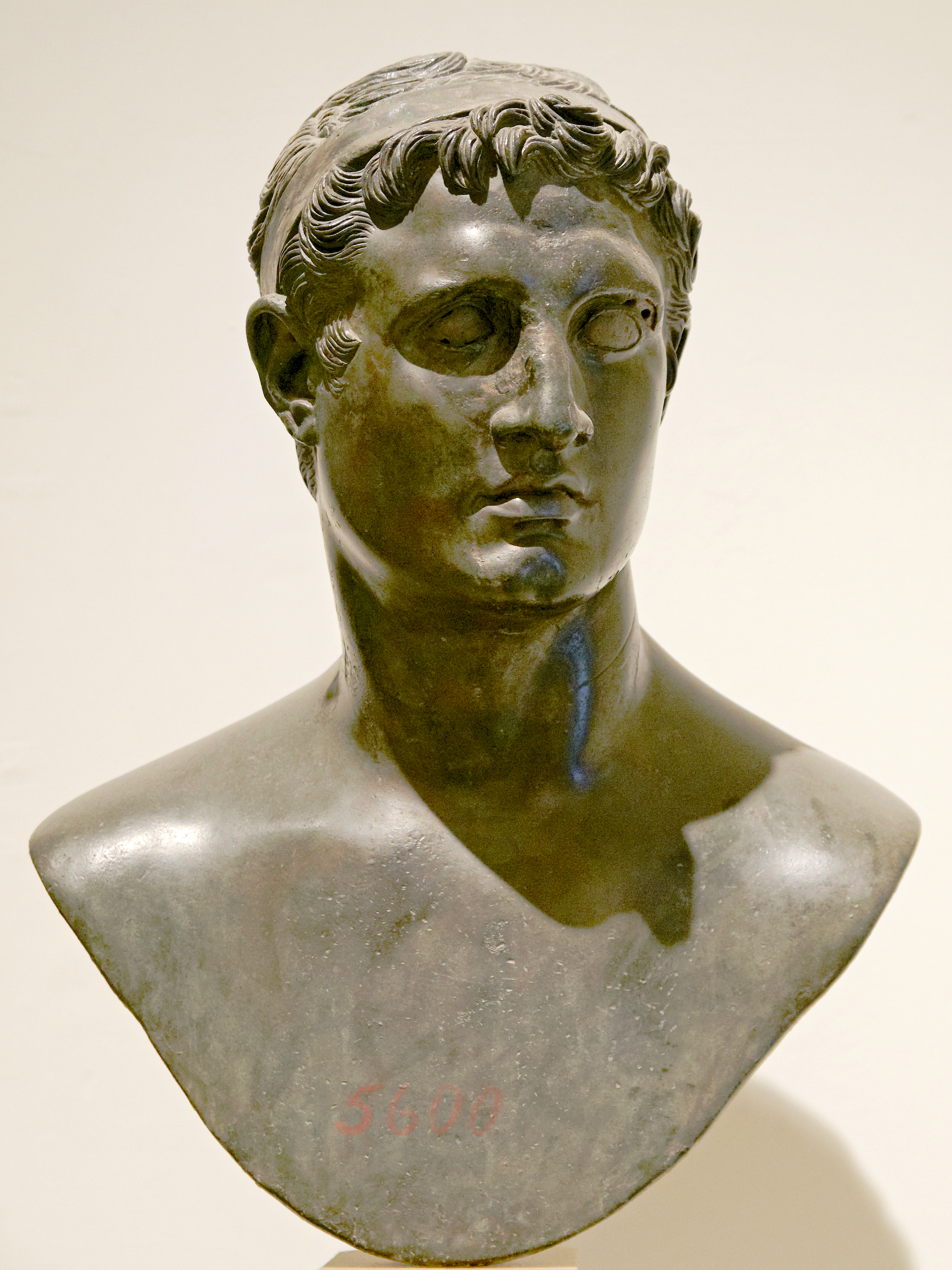
Птолемей II Филадельф 283/282 до н.э.—246 до н.э. Царь Египта
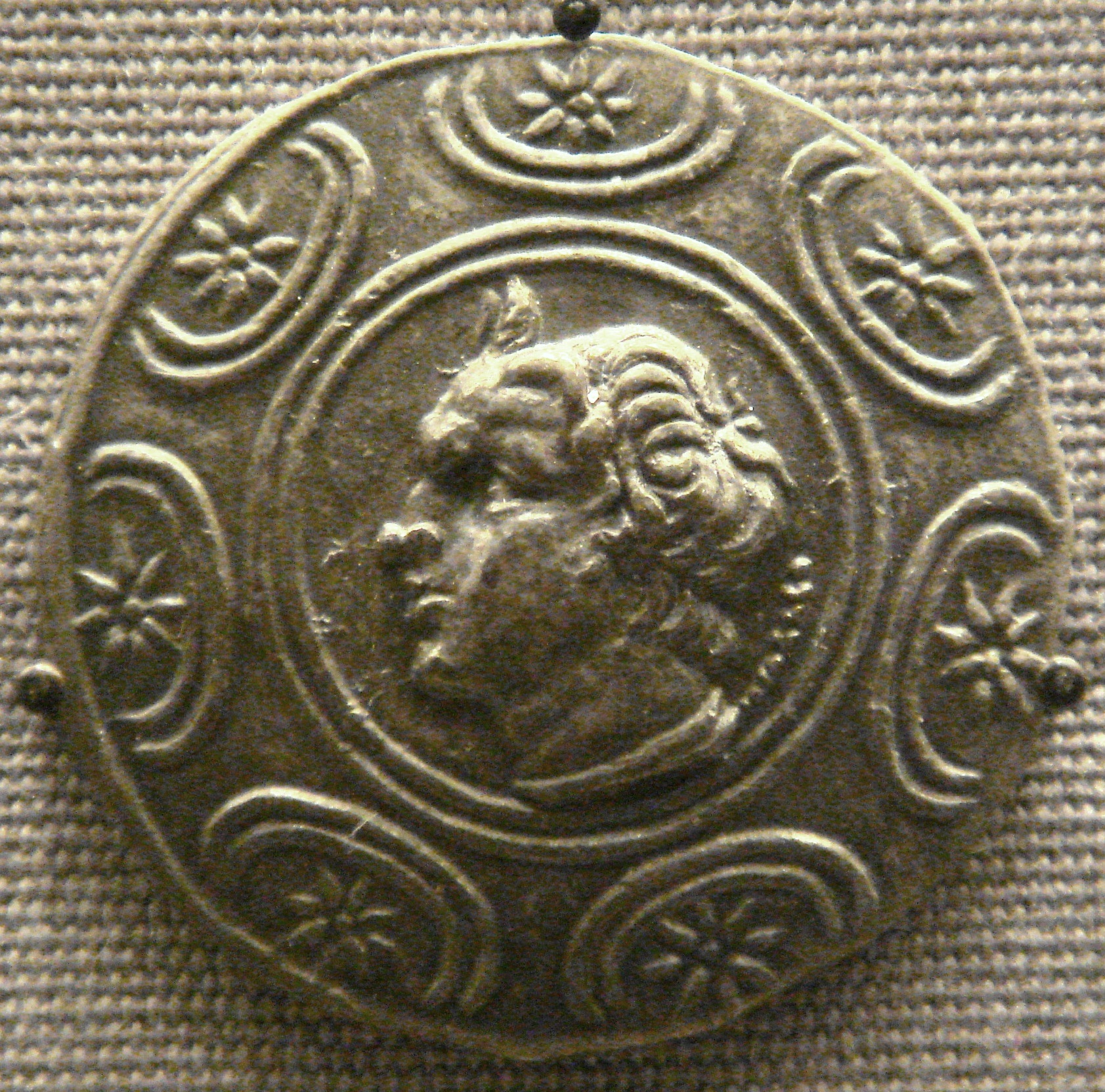
Антигон II Гонат 277 до н.э.—274 до н.э., 272 до н.э.—239 до н.э. Царь Македонии
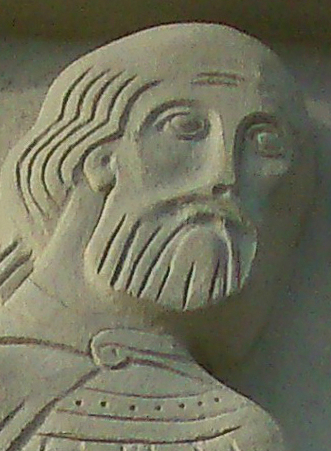
Фарнаваз I 299 до н.э.—234 до н.э. Царь Иберии
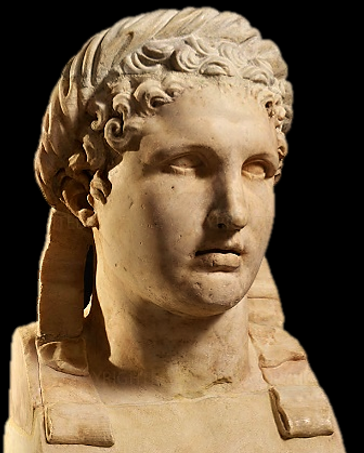
Гиерон II 270/269 до н.э.—215 до н.э. Царь Сиракуз
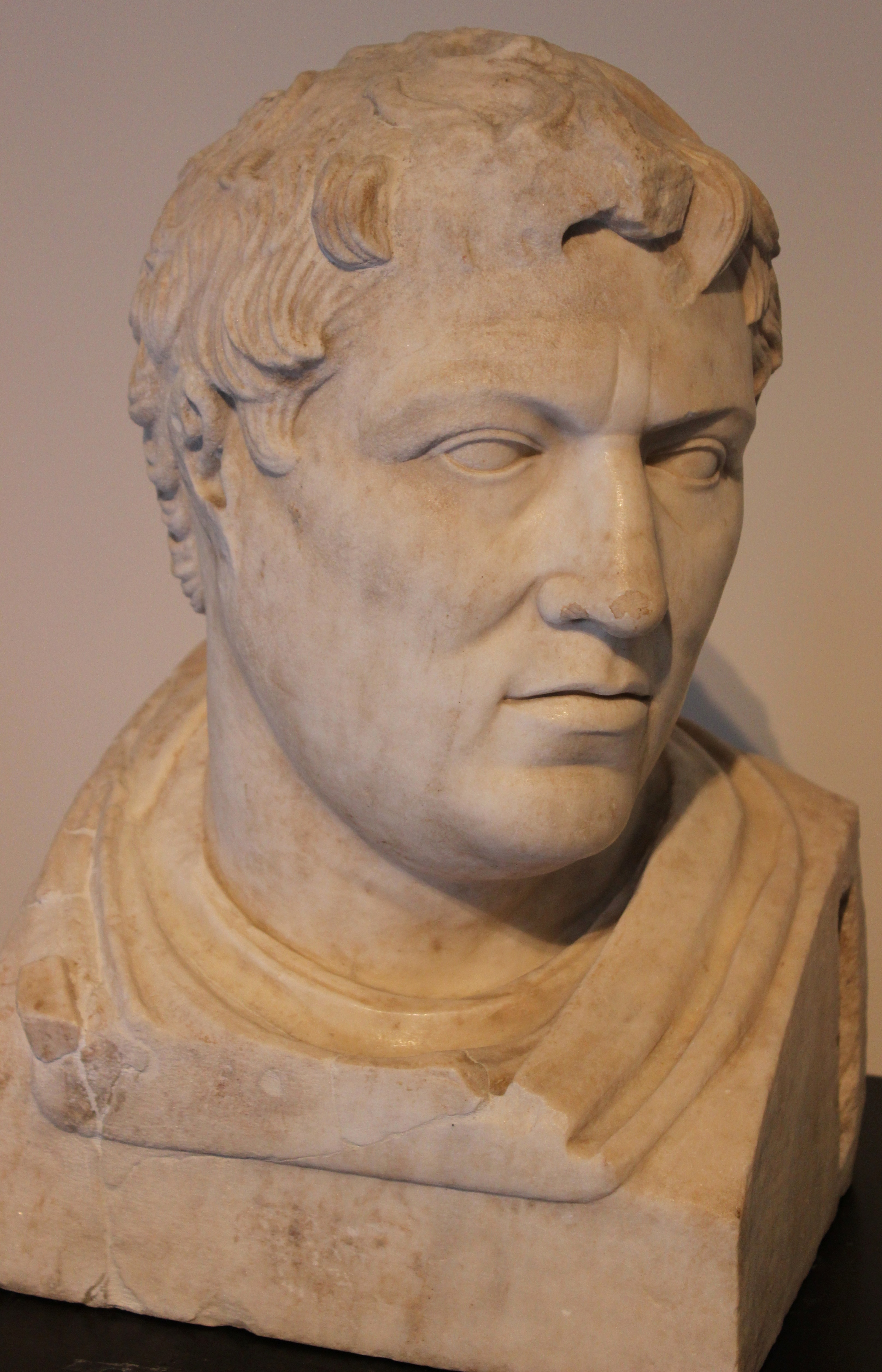
Филетер 282 до н.э.—263 до н.э. Правитель Пергама
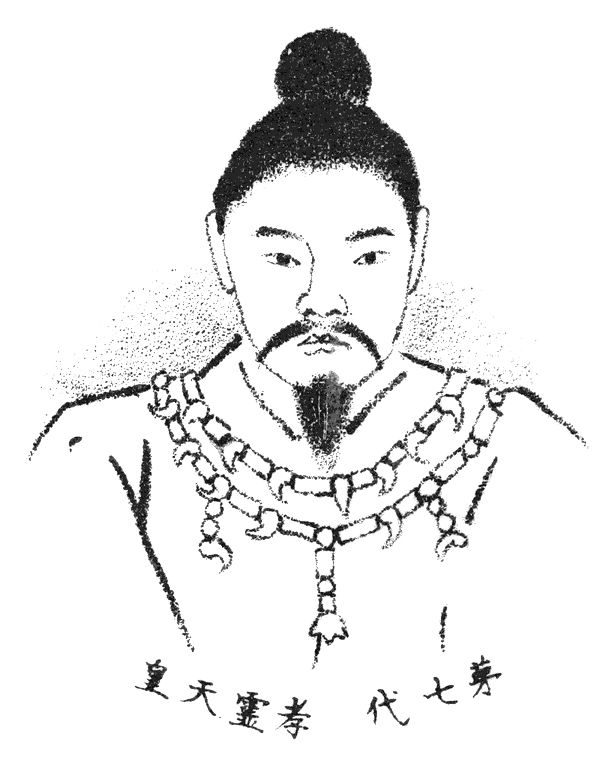
Корэй 290 до н.э.—215 до н.э. Император Японии